# Riccia subbifurca
Riccia subbifurca là một loài rêu trong họ Ricciaceae. Loài này được Warnst. ex Croz. mô tả khoa học đầu tiên năm 1903.